# Galileo (rumsonde)
 For alternative betydninger, se Galileo. (Se også artikler, som begynder med Galileo)
Galileo var en ubemandet rumsonde, lavet af NASA, der studerede Jupiter og dens måner. Den er opkaldt efter den italienske renæssanceastronom og -filosof Galileo Galilei.
- Galileo blev opsendt 18. oktober 1989 af rumfærgen Atlantis på STS-34-missionen. Udsendelse skete fra Cape Canaveral.
- Den 12. februar 1990 passerede Galileo Venus.
- Den 10. december 1990 passerede Galileo Jorden for første gang.
- Den 29. oktober 1990 passerede Galileo asteroiden Gaspra, og optog adskillige nærbilleder.
- Den 8. december 1992 passerede Galileo Jorden sidste gang.
- Den 23. august 1993 passerede Galileo asteroiden Ida, hvor rumsonden også optog adskillige nærbilleder.
- Mellem den 16. og 22. juli 1994 fulgte Galileo kometen Shoemaker-Levy 9's nedslag på Jupiter.
- Den 13. juli 1995 blev en lille sonde, sendt ned i Jupiters atmosfære.
- Den 7. december 1995 gik Galileo i bane om Jupiter.
- Den ankom til Jupiter 7. december 1995 efter godt seks års flyvning, og gik i bane om planeten.
- Den 21. september 2003, efter 14 år i rummet og 8 års aktiv mission i kredsløb om Jupiter, blev Galileos mission afsluttet ved at sende den ned i Jupiters atmosfære med en hastighed på næsten 50 km/s. Dette blev gjort for at sikre at sonden ikke styrtede ned på en af Jupiters måner og dermed forurenede denne med bakterier fra jorden. Det var især ismånen Europa, der var bekymring for i forskerkredse. Takket være Galileo spekuleres der nemlig nu på, om der er et saltvandsocean under overfladen.

Ved hjælp af Jorden og Venus tyngdekraft bliver Galileo slynget i den rigtige retning mod Jupiter.
Galileo udførte den første forbiflyvning af asteroiden (243) Ida, og opdagede den første asteriodemåne kaldet Dactyl, hvilket var overraskende, og er (indtil nu) det eneste kendte tilfælde.

## Overblik over Missionen
Opsendelsen af Galileo var blevet forsinket af pausen i rumfærge-programmet efter Challenger-ulykken i 1986. Nye sikkerhedsregler implementeret efter ulykken gjorde at der ikke kunne bruges en Centaur-raket til at sende rumsonden fra kredsløbet om jorden til Jupiter som det var planlagt. I stedet måtte bruges en mindre kraftig raket. For at kompensere for dette, måtte Galileo benytte sig af flere gravitationelle skub – én gang fra Venus og to gange fra Jorden. På vejen foretog Galileo observationer af asteroiderne (951) Gaspra og (243) Ida og opdagede Idas måne Dactyl. I 1994 var Galileo i position til at se kometen Shoemaker-Levy 9 ramme Jupiter med enorm fart. Jordbaserede teleskoper kunne kun se nedslagsstederne efter nedslaget.
Galileos primære mission var et to års studium af hele Jupiters system. Rumsonden kredsede om Jupiter i aflange ellipser – hvor hvert kredsløb varede ca. to måneder. De forskellige afstande til planeten i disse kredsløb tillod et detaljeret studium af Jupiters kraftige magnetosfære. Kredsløbene var designet sådan at Galileo ville flyve tæt forbi Jupiters store måner. Da den primære mission var gennemført begyndte Galileo et udvidet program(7. december 1997). Rumsonden lavede nogle meget tætte forbiflyvninger af månerne Europa og Io. Den tætteste af disse var 180 km d. 15. oktober 2001. Strålingsniveauet – især i nærheden af Io – var særdeles usundt for rumsondens systemer, det var derfor man valgte at vente med disse forbiflyninger til efter den primære mission var slut, hvor tab af rumsonden ville være mere acceptabelt.
Galileos kameraer blev slukket d. 17. januar 2001 efter at de havde fået så mange strålingsskader at der ikke var håb om redde dem. Til gengæld lykkedes det NASA at få en beskadiget båndoptager til at fungere igen så Galileo kunne fortsætte sin videnskabelige mission indtil den blev sendt ind i Jupiters atmosfære i 2003. Det sidste eksperiment, der blev foretaget var en måling af massen af månen Amalthea.
- Wikimedia Commons har flere filer relateret til Galileo (rumsonde)